# Цзай (фамилия)

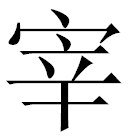

Цзай (кит. 宰, пиньинь zǎi,  сыцзяо: 3040) — одна из редко встречающихся китайских фамилий. Основные значения иероглифа — «министр» или гл. «резать» (скот). 
Двуиероглифическая фамилия — Цзайфу ( 宰父).

## Известные Цзай
- Цзай Юй ( 宰予) — ученик Конфуция.